# Bella Ciao
Bella Ciao (Sbohem krásko) je italská lidová píseň, spojovaná zejména s antifašistickým hnutím. Během druhé světové války se stala hymnou italských partyzánů (La Resistenza) bojujících proti Mussoliniho režimu a nacistům. Později si ji oblíbili anarchisté nebo lidé hlásící se k levici. Skladbu přezpívalo mnoho interpretů od Yvese Montanda, přes Gorana Bregoviće až po Alexandrovův soubor písní a tanců a existuje velké množství jejích jazykových verzí. Zazněla také v několika filmech.
Původ písně není zcela jasný. Před italskými partyzány ji zřejmě zpívaly ženy vykonávající namáhavou práci na rýžových polích v Pádské nížině. V letech 2017 až 2018 ji zpopularizovalo použití v seriálu Papírový dům.

## Melodie
Italská folková zpěvačka Giovanna Daffini nahrála skladbu v roce 1962 Skladba je ve čtyřčtvrťovém taktu.

## Text písně
| Italský text | Český překlad |
| --- | --- |

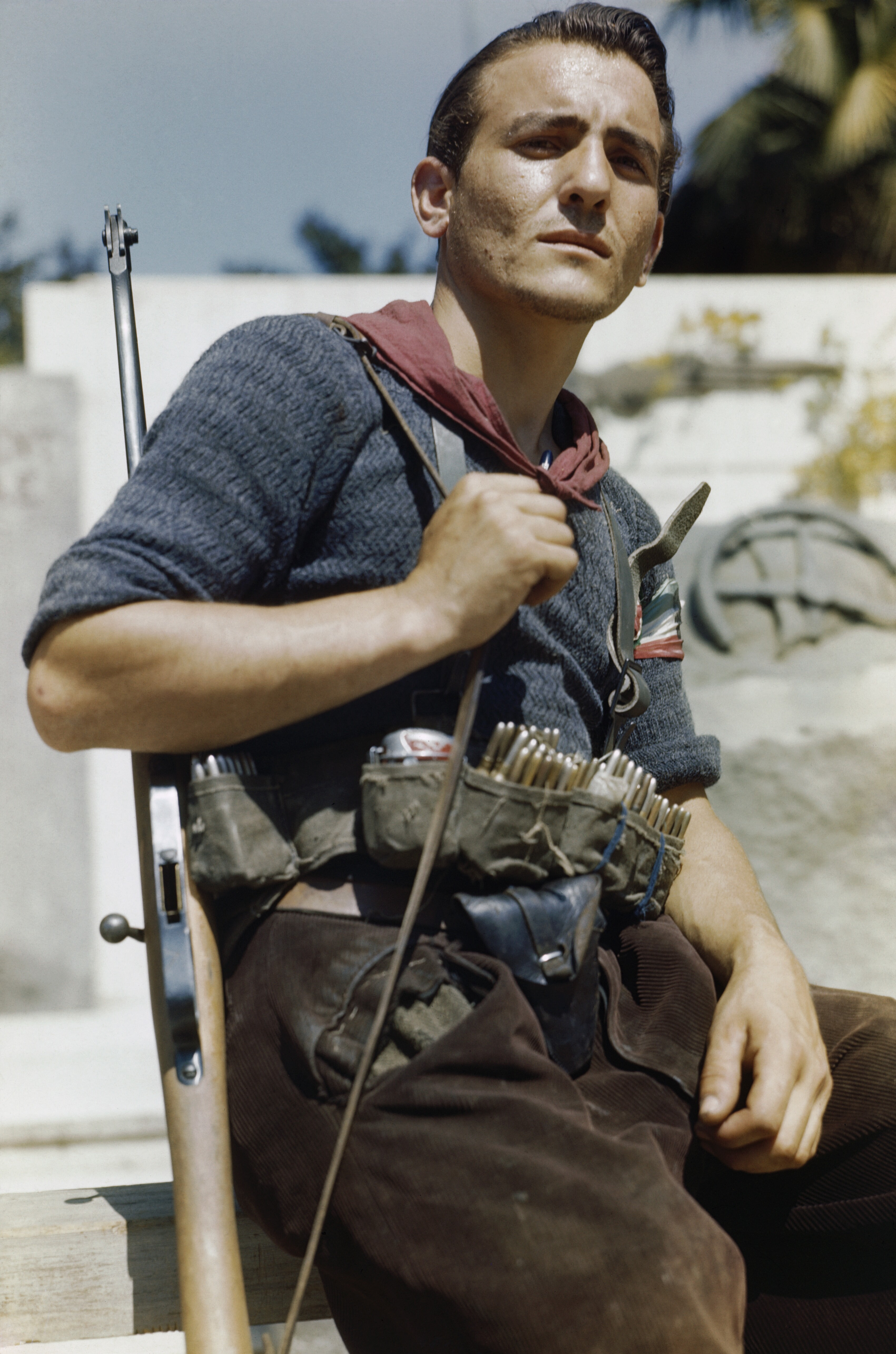
Italský partyzán, srpen 1944

| Una mattina mi son svegliato, o bella ciao, bella ciao, bella ciao ciao ciao! Una mattina mi son svegliato e ho trovato l'invasor. O partigiano portami via, o bella ciao, bella ciao, bella ciao ciao ciao o partigiano portami via che mi sento di morir. E se io muoio da partigiano, o bella ciao, bella ciao, bella ciao ciao ciao, e se io muoio da partigiano tu mi devi seppellir. Seppellire lassù in montagna, o bella ciao, bella ciao, bella ciao ciao ciao, seppellire lassù in montagna sotto l'ombra di un bel fior. E le genti che passeranno, o bella ciao, bella ciao, bella ciao ciao ciao, e le genti che passeranno mi diranno «che bel fior.» Questo è il fiore del partigiano, o bella ciao, bella ciao, bella ciao ciao ciao, questo è il fiore del partigiano morto per la libertà. | Probudil jsem se jednoho rána, ó krásko ahoj, krásko ahoj, krásko ahoj, ahoj, ahoj! Probudil jsem se jednoho rána a našel jsem vetřelce. Partyzáne, vezmi mě pryč, ó krásko ahoj, krásko ahoj, krásko ahoj, ahoj, ahoj partyzáne, vezmi mě pryč, protože mám pocit, že umírám. A pokud umřu jako partyzán, ó krásko ahoj, krásko ahoj, krásko ahoj, ahoj, ahoj a pokud umřu jako partyzán, musíte mě pochovat. A pochovejte mě tam v horách, ó krásko ahoj, krásko ahoj, krásko ahoj, ahoj, ahoj a pochovejte mě tam v horách ve stínu krásné květiny. Všichni lidé, kteří projdou, ó krásko ahoj, krásko ahoj, krásko ahoj, ahoj, ahoj Všichni lidé, kteří projdou řeknou mi: „jaká krásná květina.” Toto je květina partyzána ó krásko ahoj, krásko ahoj, krásko ahoj, ahoj, ahoj toto je květina partyzána, zemřel za svobodu. |